# Valeriana bracteata
Valeriana bracteata là một loài thực vật có hoa trong họ Kim ngân. Loài này được Benth. miêu tả khoa học đầu tiên năm 1845.